# Władisław Krapiwin
Władisław Pietrowicz Krapiwin (ur. 14 października 1938 w Tiumeni, zm. 1 września 2020 w Jekaterynburgu) – rosyjski pisarz i krytyk fantastyki.
Pochowany na w Jekaterynburgu na Cmentarzu Szyrokorieczeńskim.

## Dzieła
- Gwiazdy pod deszczem (Zwiezdy pod dożdiom; 1965, 1967 w Polsce)
- Chłopiec ze szpadą (Malczik so szpagoj; tłumaczyla Hanna Ożogowska; 1966, 1980 w Polsce, początkowo w Płomyku)
- Skąd wieje wiatr (Ta storona, gdie wietier; 1967 w Polsce)
- Cień karaweli (Tień karawiełły; 1968; 1978 w Polsce)
- Dzielny giermek Kaszka (Orużenosiec Kaszka; 1969)
- Po kolana w trawie (Po koleno w trawie; 1970; 1978 w Polsce)
- Zielona planeta